# Bosanska Krupa
Bosanska Krupa (serbokroatisch-kyrillisch Босанска Крупа) ist ein Ort und die zugehörige Gemeinde im Nordwesten Bosnien-Herzegowinas.

## Geografie

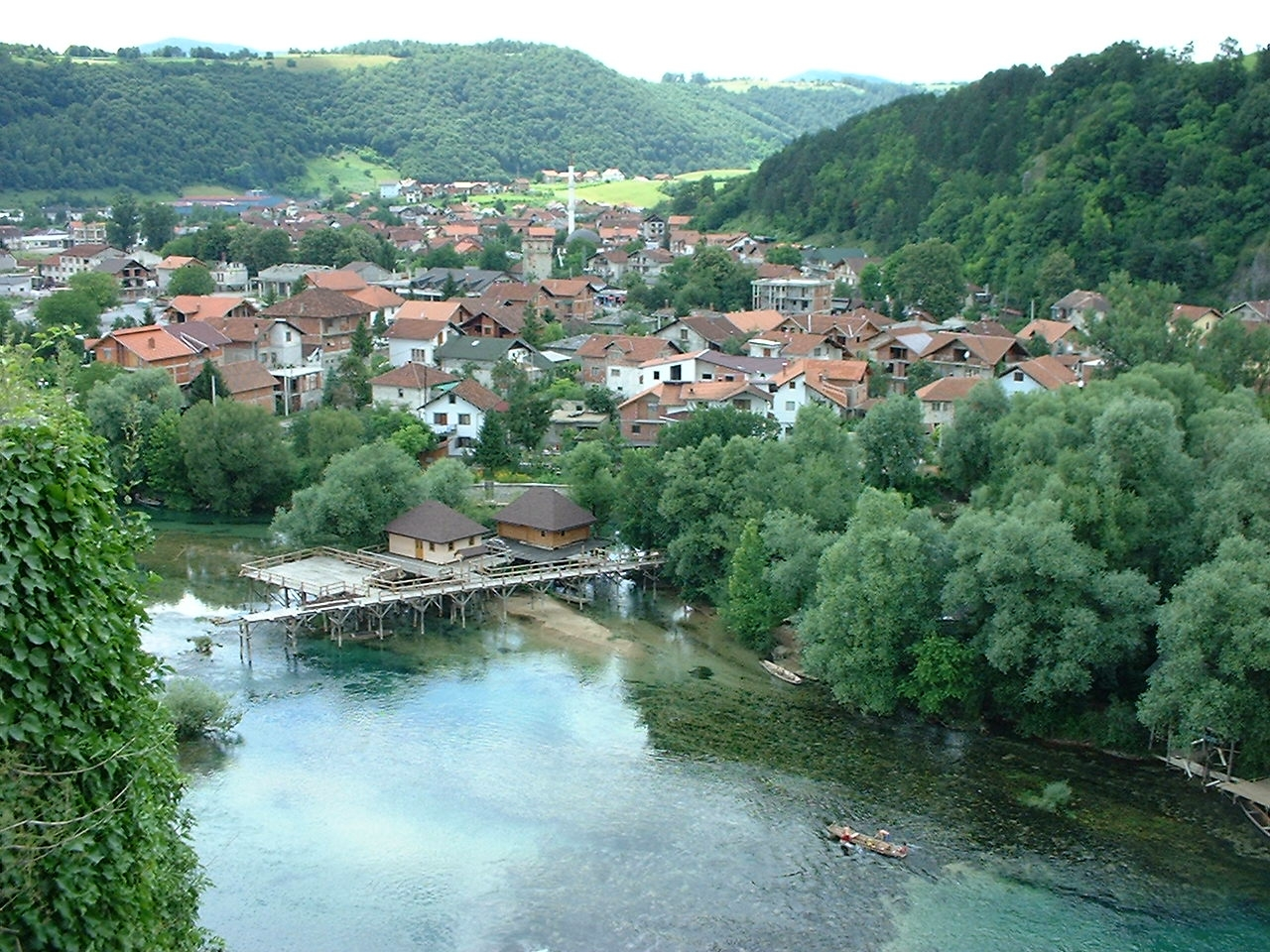
Una in Bosanska Krupa

### Geografische Lage
Es liegt rund 30 km nordöstlich von Bihać an den Flüssen Una und Krušnica. Bosanska Krupa gehört zum Kanton Una-Sana der Föderation Bosnien und Herzegowina. In der SFR Jugoslawien gehörten die heute eigenständigen Gemeinden Bužim und Krupa na Uni zur Gemeinde Bosanska Krupa.
Zwischen Bihać und Bosanska Krupa durchfließt die Una auf etwa 25 Kilometern Länge eine tief eingeschnittene und fast unbewohnte Schlucht, die auch von der Fernstraße M 14 sowie der Strecke der Una-Bahn als Verkehrskorridor genutzt wird.

### Einwohner
Die Gemeinde Bosanska Krupa hat heute noch 29.659 Einwohner (Volkszählung 2013) und ist 561 km² groß.
Bei der Volkszählung 1991 ergab sich noch folgende Bevölkerungszusammensetzung:
- Gesamt: 58.320 Einwohner
- Bosniaken: 43.104 (73,91 %)
- Serben: 13.841 (23,72 %)
- Jugoslawen: 708 (1,21 %)
- Andere: 667 (1,14 %)

## Geschichte

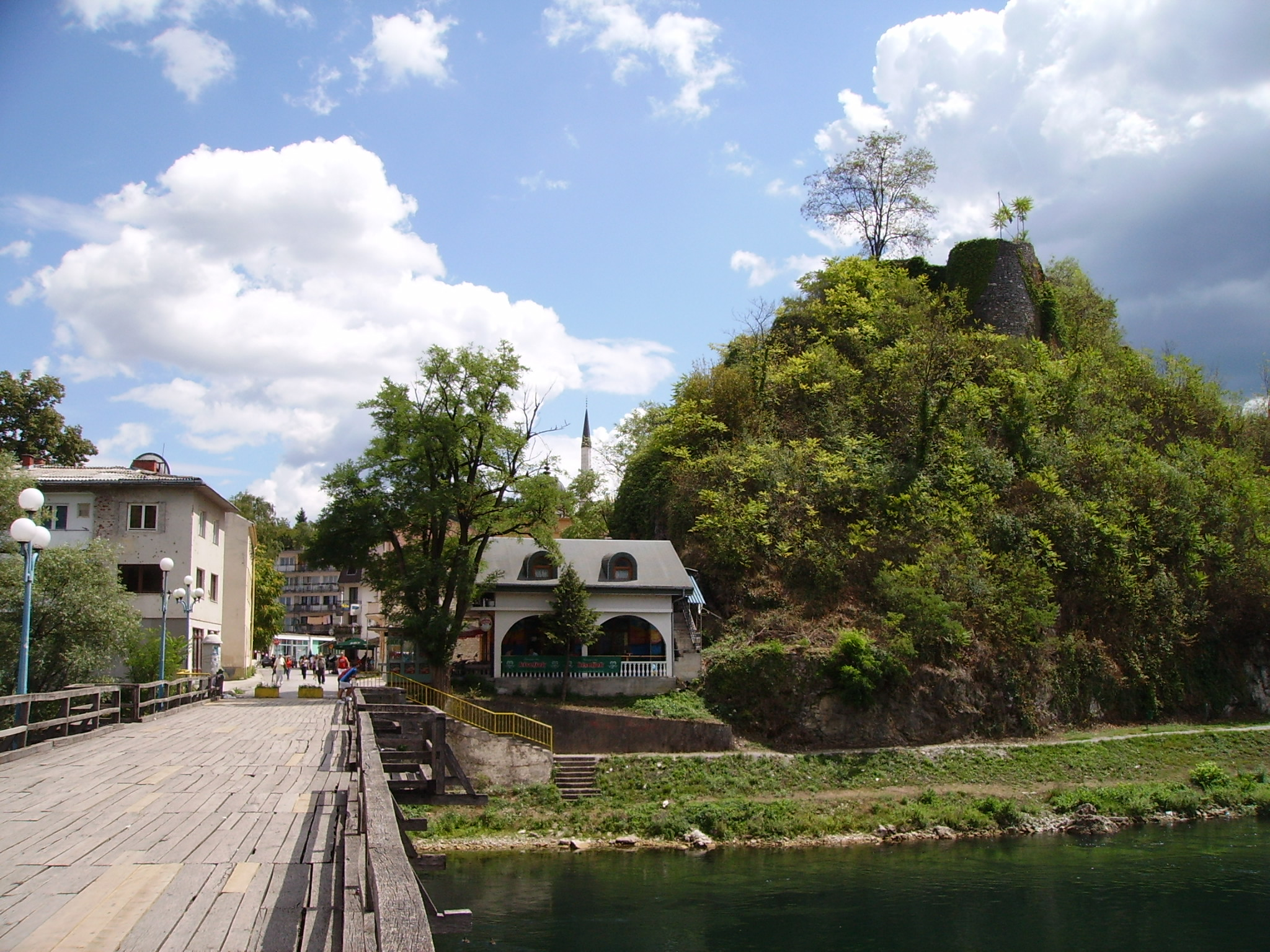
Festung in der Innenstadt

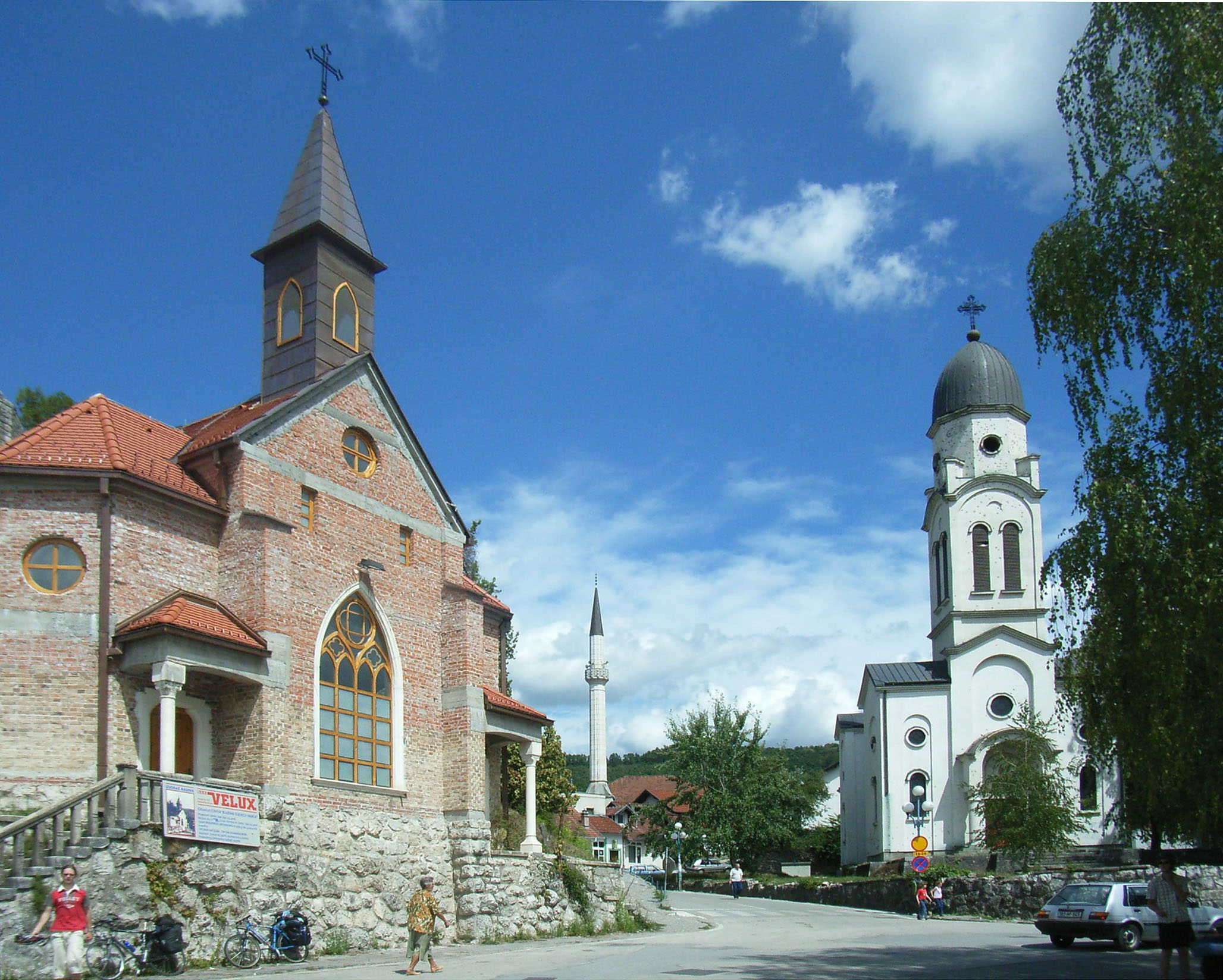
Gotteshäuser in der Innenstadt

Im 11. Jahrhundert trug der Ort den Namen Pset und war Sitz des ungarisch-kroatischen Königs. Auf einem Felssporn in der Innenstadt, direkt am Ufer der Una, befindet sich eine Festung aus dem 13. Jahrhundert. Die Osmanen bauten sie aus. 1783 und 1816 wurde sie erneuert.
1882 wurde die Serbisch-orthodoxe Kirche zur Geburt der Allerheiligsten Gottesmutter geweiht. Die Kirche wurde im Zweiten Weltkrieg zerstört und von 1989 bis 1991 wiedererrichtet. Im Bosnienkrieg wurde sie erneut schwer beschädigt und wird seit 2008 renoviert.
Am 13. Dezember 1980 ereignete sich ein schwerer Eisenbahnunfall bei Bosanska Krupa: In eine eingleisige Strecke fuhr ein Güterzug vorzeitig ein. Dort aber verkehrte ein Personenzug in der Gegenrichtung. Bei dem folgenden Frontalzusammenstoß starben 23 Menschen.
Während des Bosnienkriegs kam es zu erheblichen Zerstörungen. Im April 1992 hatten bosnisch-serbische Kräfte das halbe Stadtgebiet besetzt und bosniakische und kroatische Bewohner vertrieben. Neben zahlreichen Häusern wurde am 24. April auch die Gradska džamija (Stadtmoschee) weitgehend zerstört. Sie wurde 1997 wieder aufgebaut. 2005 wurde ein Massengrab entdeckt, in dem die Leichen von vermutlich im Jahr 1995 ermordeten bosnisch-serbischen Soldaten gefunden wurden.

## Kultur
Vor dem Bosnienkrieg befand sich eine Künstlerkolonie am Ort.

## Verkehr
In Bosanska Krupa treffen sich die Straßen nach Bihać, Novi Grad (beides M 14), Bosanski Petrovac (M14.2) und Sanski Most (R404a). Außerdem hat die Stadt einen Bahnhof an der Una-Bahn mit Verbindungen nach Sarajevo und Bihać.

## Söhne und Töchter der Gemeinde
- Dako Radošević (1934–2021), Leichtathlet